# 平凡社地図出版
株式会社平凡社地図出版（へいぼんしゃちずしゅっぱん、Heibonsha Cartographic Publishing Co.,Ltd.）は、日本の地図専業出版社。親会社の平凡社と同様に、社名の「平」の字は、厳密には二つの点が末広がりになった旧字体「」を使用する。

## 概要
1954年（昭和29年）に平凡社の『世界大百科事典』別刷の地図作成部門として設立された「日本地図研究所」を前身とする。別刷の刊行後はそのノウハウを生かして学習教材や家庭用の地図帳や立体地図の作成に進出し、特に1968年（昭和43年）刊行の『世界地図帳』『日本地図帳』がヒット商品となった。
1980年（昭和55年）3月、地図業務に特化した株式会社平凡社地図出版として平凡社から分社、本社を埼玉県朝霞市に置く。これ以降、東京書籍発行の学習用地図帳製作や講談社が日本での販売権を取得した『タイムズ世界地図帳』の日本語化などを行っている。また、Google マップの日本語版で使用されている日本国外の地名のデータ提供も行っている。
本社は2000年（平成12年）に朝霞市から豊島区要町へ移転、その後は文京区音羽を経て現在は新宿区山吹町に置かれている。

## 沿革
- 1980年 - 平凡社からの分社により設立、本社を埼玉県朝霞市に置く
- 1985年 - 東京書籍が発行する中学校用『新しい地図帳』の製作業務を開始
- 1995年 - 凸版印刷・Mapionの地図製作業務を受注
- 2000年 - 本社を朝霞市から豊島区要町へ移転
- 2008年 - 公式サイトを開設
- 2009年 - 本社を文京区音羽へ移転
- 2012年 - 本社を新宿区山吹町へ移転